# Nalot ciekły
Nalot płynny, nalot ciekły – odmiana osadu atmosferycznego, nalot pojawiający się na powierzchniach pionowych w postaci łączących się i spływających kropel wody wytrąconych z atmosfery wskutek kondensacji pary wodnej.

## Geneza
Powstaje na skutek napływu cieplejszego i wilgotnego powietrza po uprzednich chłodach. Występuje na kamiennych ścianach budynków, skałach, słupach. Nalot ciekły pojawia się najczęściej od strony dowietrznej.